# Proasellus mateusorum
Proasellus mateusorum là một loài chân đều trong họ Asellidae. Loài này được Afonso miêu tả khoa học năm 1982.